# Kester

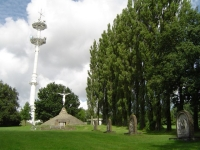
Heide van Kester

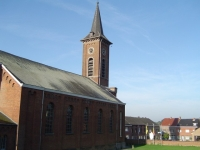
Kerk van Kester

Kester is een dorp en gelijknamige deelgemeente in de Belgische gemeente Pajottegem gelegen in het Pajottenland, provincie Vlaams-Brabant. Kester was een zelfstandige gemeente tot aan de gemeentelijke herindeling van 1977.

## Toponymie
Het toponiem Kester is vermoedelijk van Romeinse oorsprong, dit lijkt gestaafd te kunnen worden door recente opgravingen. De naam zou dan afgeleid zijn van het woord castra met de betekenis legerplaats of, afgeleid daarvan, nederzetting. Andere plaatsnamen die van dit woord zijn afgeleid zijn Kaster (bij Anzegem), Kasterlee en Den Kester (bij Dendermonde).

## Geschiedenis

### Gallo-Romeinse periode
In deze deelgemeente zijn sporen gevonden van een Romeinse vicus (gehucht; wijk). Men weet uit kleinschalig onderzoek dat deze stamt uit de periode tussen de 1e en de 3e eeuw. Deze Romeinse vicus was gelegen langs de belangrijke heerweg Asse-Bavay. Mogelijk ging het hier om een castrum (met dit Latijnse woord wordt de naam Kester ook in verband gebracht), maar daarover zouden opgravingen uitsluitsel moeten geven.

### Nieuwe Tijd
Tot het einde van het ancien régime maakte Kester deel uit van het graafschap Henegouwen. Het is pas na de Franse invasie dat Kester (in het Frans als Castre aangeduid) als gemeente werd ingedeeld bij het kanton Halle van het Dijledepartement. Dit departement werd nadat de Fransen verdreven waren omgevormd tot de provincie Zuid-Brabant, de latere Belgische provincie Brabant.

### Moderne Tijd
In de jaren dertig vonden in Kester op de Kesterheide de VNV-Landdagen plaats.

## Bezienswaardigheden
- De Onze-Lieve-Vrouw-van-Bijstandkapel
- De Sint-Antoniuskapel
- De Sint-Martinuskerk

## Natuur en landschap
Kester ligt op een hoogte van 35-112 meter. Het natuurgebied Kesterheide (30 ha, gedeeltelijk beheerd door Natuurpunt) met op het hoogste punt van 112 meter een geodetisch merkpunt dat gekend staat als de IJzeren Man. Het betreft een getuigenheuvel van de voormalige Diestiaanzee en is het hoogste punt van het Pajottenland.

## Demografische ontwikkeling
- Bronnen:NIS, Opm:1831 tot en met 1970=volkstellingen; 1976 = inwoneraantal op 31 december

## Nabijgelegen kernen
Pepingen, Leerbeek, Herfelingen, Oetingen, Vollezele
Deelgemeenten: Galmaarden · Gooik · Herne · Herfelingen · Kester · Leerbeek · Oetingen · Sint-Pieters-Kapelle · Tollembeek · Vollezele

Overige dorpen en gehuchten: Drie Egypten · Gemelingen · Kesterbrugge · Kokejane · Kwakenbeek · Oplombeek · Rode · Sint-Paulus · Strijland · Wilderen · Woestijn

Belgische gemeenten · Arrondissement Halle-Vilvoorde · Vlaams-Brabant · Vlaanderen